# 三吉米熊
三吉 米熊（みよし よねくま、万延元年6月10日（1860年7月27日） - 1927年（昭和2年）9月1日）は戦前長野県の蚕業教育者。名は時親。長野県小県蚕業学校（上田東高等学校）初代校長、上田蚕糸専門学校（信州大学繊維学部）教授。
長野県技師として顕微鏡による蚕病検査を普及させ、上田に日本初の本格的な蚕業専門学校を創設した。

## 生涯

### 生い立ち

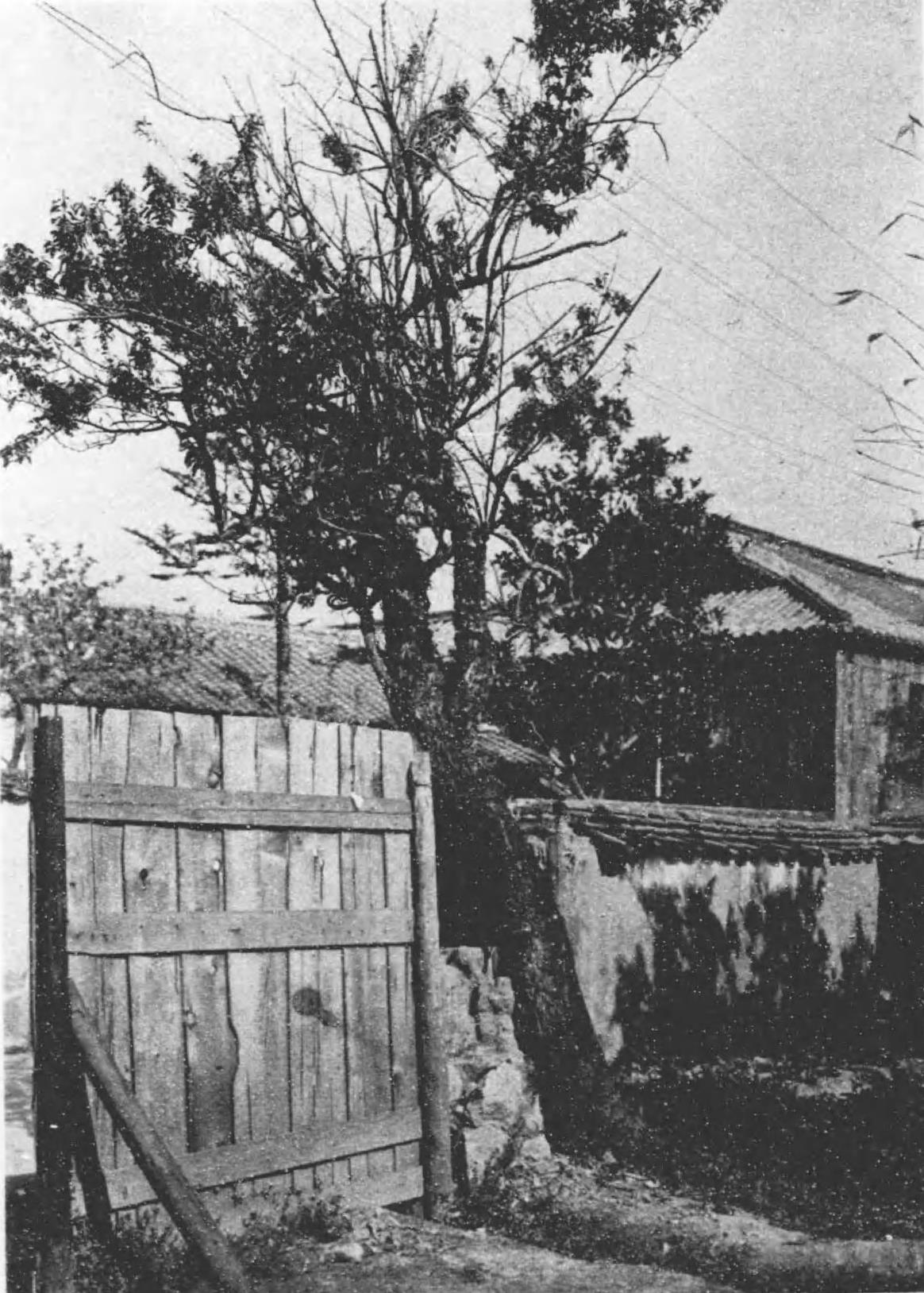
三吉邸跡

万延元年（1860年）6月10日長門国豊浦郡長府村中浜（山口県下関市長府南之町3番23号）に長府藩士三吉慎蔵とイヨの間の長男として生まれた。長府では藩校敬業館に通ったと思われる。
父慎蔵は坂本龍馬と行動を共にした活動家で、慶応3年（1867年）11月龍馬が近江屋事件で暗殺されると、楢崎龍とその妹君江を三吉邸に引き取り、2年間同居した。

### 上京
明治4年（1871年）7月廃藩置県により元知藩事毛利元敏が上京を命じられた際、附人に慎蔵が選ばれ、9月父子で諸葛小弥太と共に上京した。
明治4年（1871年）12月1日明治協庠社に入学、明治5年（1872年）10月11日勧学義塾、1873年（明治6年）11月10日石丸某私塾、1874年（明治7年）2月17日工学校小学校に転じた。1877年（明治10年）6月廃校すると、6月10日近藤真琴の攻玉社に入り、測量、算術等を学んだ。

### 駒場農学校
1878年（明治11年）3月1日内務省勧農局駒場農学校に入学し、ジョン・D・カスタンスに農学、エドワード・キンチに化学を学び、1880年（明治13年）6月農学科乙等を卒業した。
学業成績は振るわず、卒業後、同級生横井時敬が勧農局長品川弥二郎に同郷の好として就職先の斡旋を頼んでくれたが、「三吉には如何にも困る」と断られたという。やむなく専門科に進学して農芸化学、定量分析を学び、1881年（明治14年）4月卒業した。

### 長野県出仕
卒業後、同郷の県少書記官鳥山重信の縁故で1881年（明治14年）11月22日長野県に出仕し、勧業課農務掛に配属された。1882年（明治15年）2月1日善光寺東公園の勧業場内陳列化学場で取締を担当し、砂糖国産化に向けた下高井郡江部村での製糖竈の指導や、松本監獄署、県下の製糸用水の水質分析に従事した。
1883年（明治16年）群馬県から長野県製蚕紙に硝酸が検出されたと報告があり、1884年（明治17年）2月1日小県郡長瀬村の製造元で調査を行った。

### 養蚕業の学習
当時の長野県で農業行政に関わる以上、養蚕業とは無縁でいられなかった。ある時上伊那郡主催の農談会に講師として招かれた際、参加者から養蚕、茶に関する質問が相次いだものの、専門外のため何も返答できず、3時間立ち往生したことで面目を失い、養蚕業を本格的に学ぶことを決意した。1883年（明治16年）頃から小県郡塩尻村藤本綱葛方に通い、桑葉の化学分析を行う傍ら、実地で養蚕を学んだ。
1884年（明治17年）4月東京に農務局蚕病試験場が設置されると、県令大野誠の不許可を無視して上京し、主任松永伍作に頼み込み、6月から9月まで顕微鏡による黒痣病の検査法を学んだ。
1885年（明治18年）3月小県郡殿城村柴崎清七方で初めて検査を実施し、以後松永伍作と共に黒痣病対策のため県下を巡回した。

### 顕微鏡使用法の講習
1886年（明治19年）1月勧業陳列場内に講習所を設立し、県各郡から蚕糸業組合員を集め、顕微鏡の使用法を教授した。当時の養蚕業者の間には顕微鏡への理解が根付いておらず、「こんな眼鏡でそんな小さなものが見えるというなら、馬の顔を見たらどの位に見えるか」と揶揄する者もあった。
勧業場の講習所は大きな反響があり、1886年（明治19年）5月1日上水内郡三輪村宇木、1887年（明治20年）5月1日小県郡上田町、1888年（明治21年）5月1日上水内郡長沼村西厳寺に組合の伝習所が相次いで設立されると、各地に校長として赴任し、顕微鏡の使用法を教授した。
この頃六工社創業者大里忠一郎と親密になり、1888年（明治21年）6月12日県属を非職とし、7月埴科郡松代町御安町竜泉寺に伝習所を設立すると同時に、蚕種・骨粉肥料の製造事業を計画した。

### フランス・イタリアへの留学

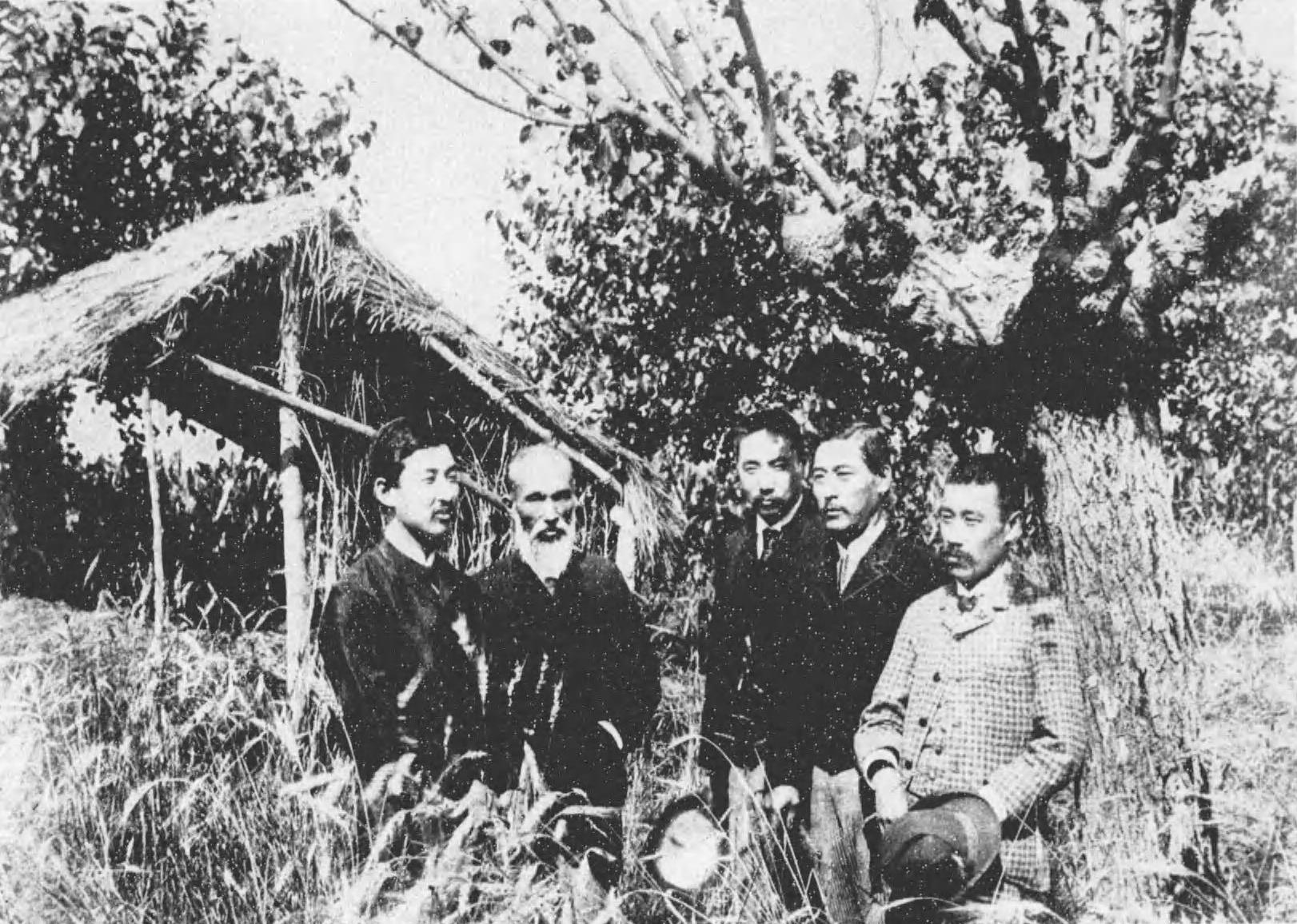
ミラノにて。右から三吉、木村、高島、大里、田中。

ところが、8月27日農商務大臣井上馨に磯部温泉へと呼び出され、次のパリ万国博覧会人造絹糸が出品されるとして、養蚕業への影響について意見を求められた。関係者と協議の結果、三吉、大里、吾妻蚕種業田中甚平、競進社木村九蔵、省技師高島得三の5名で洋行してパリで実物を確認し、併せて現地の養蚕業を視察することに決定した。
1889年（明治22年）4月リヨンに到着し、パリで万博会場を視察後、5月イタリアに移り、パドヴァ養蚕実験局や、ローマ、ミラノ、トリノ近郊の養蚕関係施設を視察した。8月一行と別れて一人留学を続け、モンペリエ国立高等農学校で1ヶ月間蠁蛆の対策を研究、リヨン生糸検査所長の指導も受け、1891年（明治24年）7月帰国した。
この間、1889年（明治22年）9月農商務省告示の規定に基づき農学士を授与され、1891年（明治24年）6月12日正式に県職を退いた。

### 小県蚕業学校・上田蚕糸専門学校

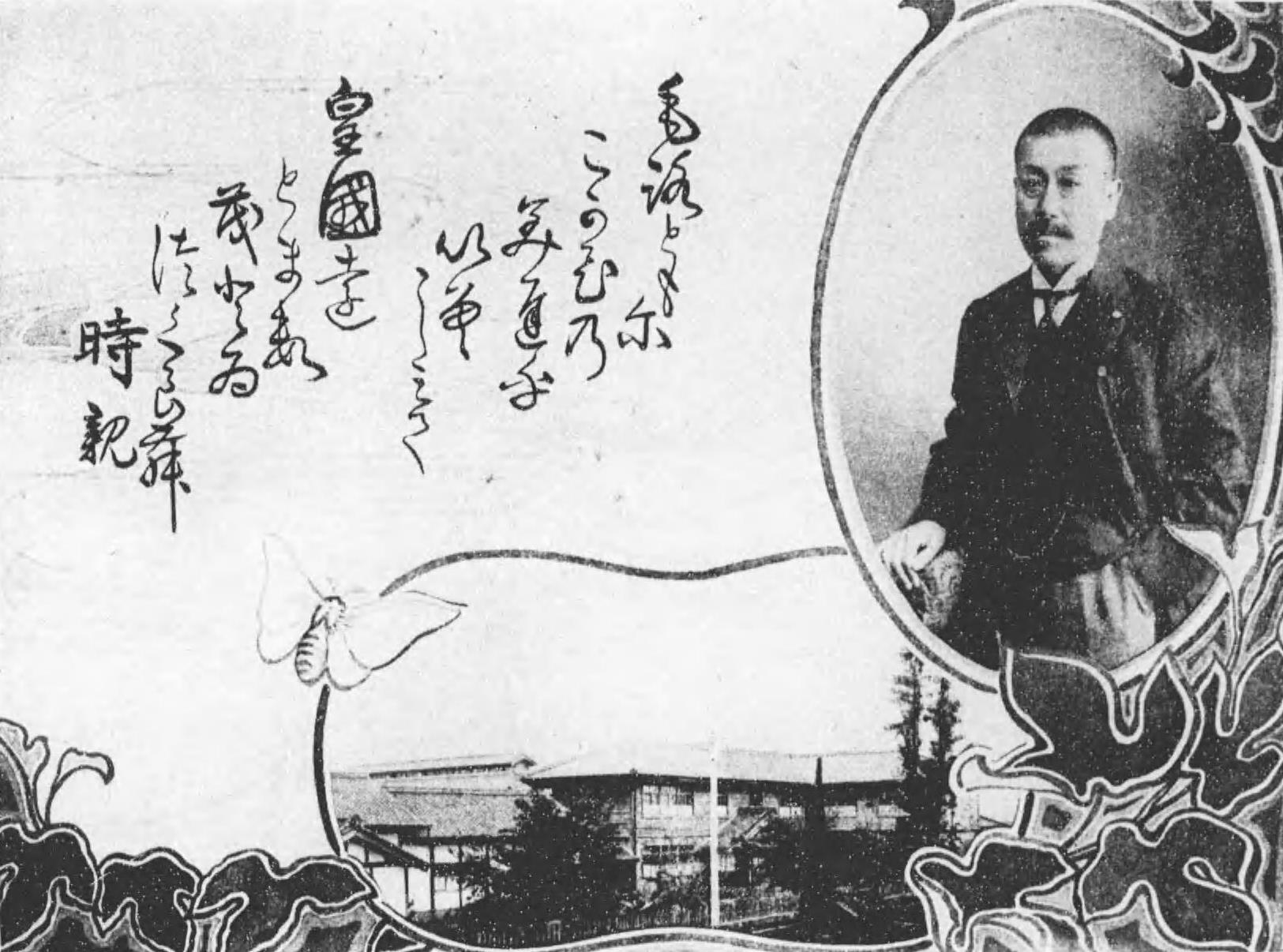
明治40年頃の米熊と小県蚕業学校

留学中の1890年（明治23年）12月から小県郡長中島精一により蚕業学校の設立が計画されており、1892年（明治25年）2月27日長野県に戻ると、中島郡長と南佐久郡井出喜重の要請を快諾し、4月1日小県郡立蚕業学校校長兼教頭の任を引き受けた。8月4日教員免許を取得し、蚕体病理、生理、土壌、肥料、化学、物理などの主要科目を自ら受け持った。
蚕業学校長を務める傍ら、文部省により長野県に蚕業専門学校の設立を命じられ、県視学与良熊太郎と候補地を極秘調査して上田を選定、1911年（明治44年）1月17日上田蚕糸専門学校講師、9月19日教授となった。1910年（明治43年）1月15日から3月31日まで小県郡立上田高等女学校教授を兼ねた。
1911年（明治44年）春、同窓の帝国大学教授斎藤万吉を通じて古在由直から国立原蚕種製造所長への就任を請われたが、中島郡長の必死の引き留めにより思い止まった。
1919年（大正8年）7月15日博士会の推薦により農学博士を授与された。

### 死去
1927年（昭和2年）4月下旬風邪に罹ったのを期に体調を崩し、5月中旬病床に伏した。坐骨神経痛に加え、悪性腎腫瘍による血尿に苦しみ、9月1日午前4時長男敬蔵の触診中息を引き取った。
9月11日本陽寺で法事、蚕業学校で校葬が行われ、大星原で火葬された。1928年（昭和3年）2月25日長府法華寺で分骨式が行われ、戒名は積徳院殿慶瑞法淳日寛大居士とされた。現在墓は上田本陽寺と長府功山寺にある。

## 著作
- 1891年（明治24年）4月『伊仏蚕業事情』
- 1899年（明治32年）10月『蚕業講話筆記』
- 1908年（明治41年）5月『通俗蚕業講話』

## 栄典
- 1900年（明治33年）3月10日 正七位[24]
- 1902年（明治35年）5月20日 従六位[24]
- 1904年（明治37年）5月 正六位[24]
- 1906年（明治39年）6月30日 勲六等瑞宝章[24]
- 1910年（明治43年）12月27日 従五位[24]
- 1911年（明治44年）6月28日 勲五等瑞宝章[24]
- 1916年（大正5年）3月 正五位[24]
- 1916年（大正5年）11月10日 大礼記念章[24]
- 1917年（大正6年）10月25日 勲四等瑞宝章[24]
- 1922年（大正11年）3月10日 従四位[24]
- 1925年（大正14年）10月28日 勲三等瑞宝章[24]
- 1927年（昭和2年）9月2日 正四位[24]
- 1927年（昭和2年）9月7日 従三位[33]

## 趣向
動物好きで知られた。幼少時壇具川で遊んでいた際、ある子供が小魚を掬ったのを見て、「無暗に殺生すべきでない」と戒め、すぐに放流させたという。独身時代は犬を3,4匹飼っていたが、近所の野菜畑を荒らしたため苦情が相次ぎ、やむなく手放した。子供ができてからは雀などの小鳥を飼った。学校では生徒に山羊の鳴き真似を披露することがあった。
銭湯を好み、上田錦町の錦湯に30年間通い詰めた。囲碁も好んだが、師匠とした蚕業学校小使村田某の棋力が低く、自身も上達しなかった。薔薇の鉢植え、パイプ、瓢箪等の収集癖もあった。
選挙嫌いで知られ、どの選挙にも決して投票に行かなかった。1915年（大正4年）郡長中島精一が第12回衆議院議員総選挙に立候補した際にも応援を頑なに断った。

## 銅像

上田城跡公園の三吉米熊胸像

1916年（大正5年）4月1日蚕業学校校庭に建立された。1922年（大正11年）校舎が染屋台下の現在地に移転する際、銅像は権現坂上の跡地に残されることになったが、実際に移転すると侘しい光景になったため、1933年（昭和8年）10月1日上田市公園熊小屋東に移転された。
1945年（昭和20年）3月太平洋戦争のために接収され、1951年（昭和26年）10月7日再建された。

## 妻子

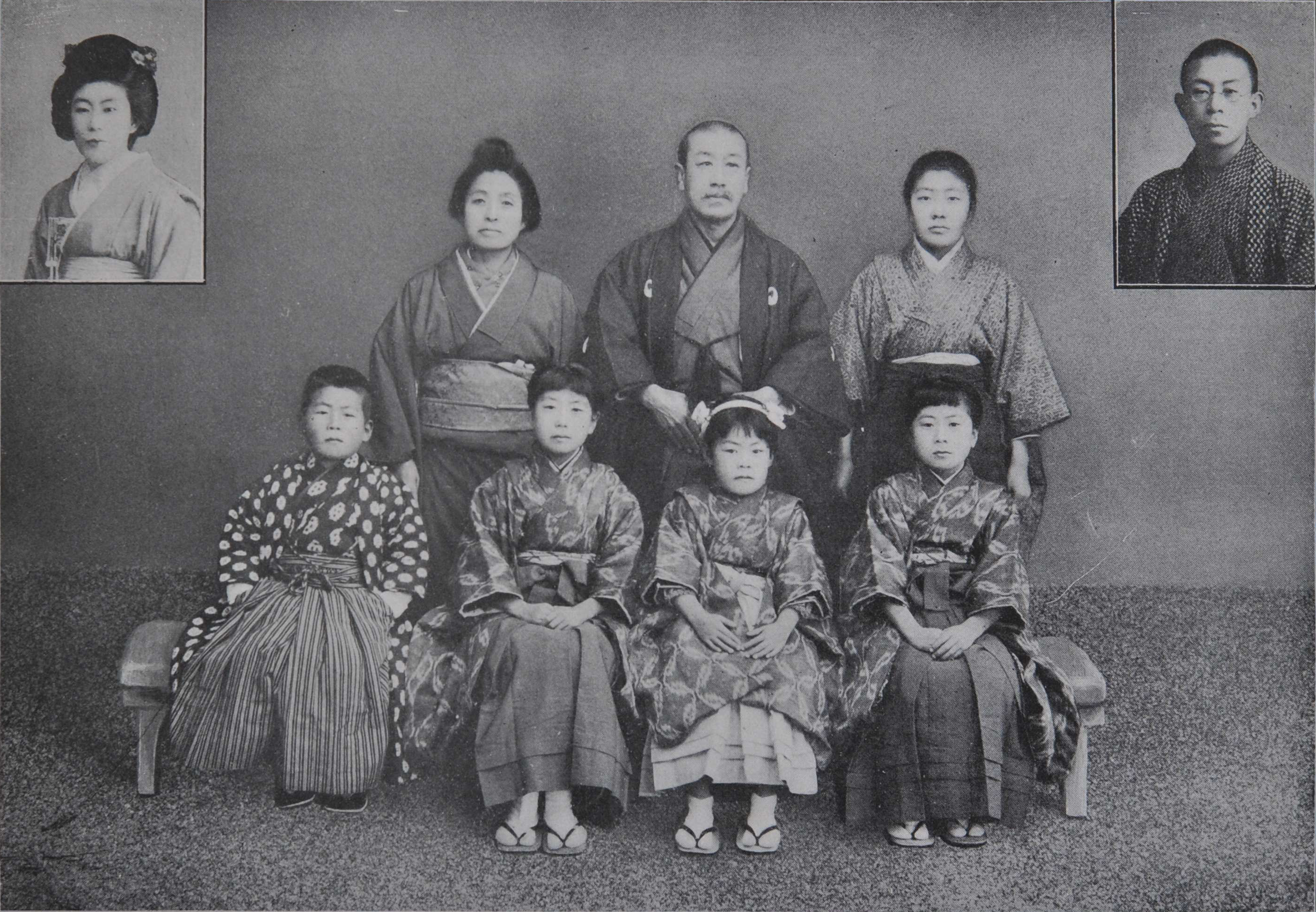
右上：敬蔵、左上：富田治子、前列右から登美子、勤子、幸子、豊城、後列右から清子、米熊、春子

先妻たきは河合浩蔵の妹で、1893年（明治26年）2月9日結婚し、四男六女を儲け、その内二男五女が成長した。
- 長男：敬蔵（1894年（明治27年）6月7日生）[24]
- 次男：秋雄（1895年（明治28年）10月1日 - 19日）[24]
- 長女：治（1896年（明治29年）11月28日生）[24]
- 三男：丈夫（1898年（明治31年）10月10日 - 1902年（明治35年）7月21日）[24]
- 次女：清（1900年（明治33年）12月16日生）[24]
- 三女：博（1903年（明治36年）7月9日 - 1904年（明治37年）8月9日）[24]
- 四女：幸（1905年（明治38年）5月19日生）[24]
- 五女：登美（1906年（明治39年）7月2日生）[24]
- 四男：豊城（1908年（明治41年）6月7日生）[24]
- 六女：勤（1909年（明治42年）7月4日生）[24]

1911年（明治44年）1月15日たきを喪い、11月24日世良田春子を後妻に迎えた。春子は元上田藩士世良田良隆の娘で、横浜に出てキリスト教に入信し、フェリス英和女学校に勤務して独身を貫いていたが、1909年（明治42年）再三結婚を促されていた母を看取り、結婚を決意したという。
長男敬蔵は小山邦太郎妹幸子と結婚、慈恵医科大学に勤務後、1940年（昭和15年）上田市丸堀の宣教師館に移り住み、医院を構えた。
孫治敬は2016年（平成28年）2月6日一般財団法人三吉米熊顕彰会を設立するなど、米熊の顕彰活動に参加している。